# Masnières
Masnières is een gemeente in het Franse Noorderdepartement (Frans: département du Nord) (regio Hauts-de-France). De plaats maakt deel uit van het arrondissement Cambrai. Masnières telde op 1 januari 2022 2.731 inwoners.
In de gemeente bevindt zich een van de vijf Newfoundland Memorials die opgericht werden ter ere van Newfoundlandse gesneuvelden uit de Eerste Wereldoorlog.

## Geografie
De oppervlakte van Masnières bedroeg op 1 januari 2022 10,97 vierkante kilometer; de bevolkingsdichtheid was toen 249 inwoners per km².

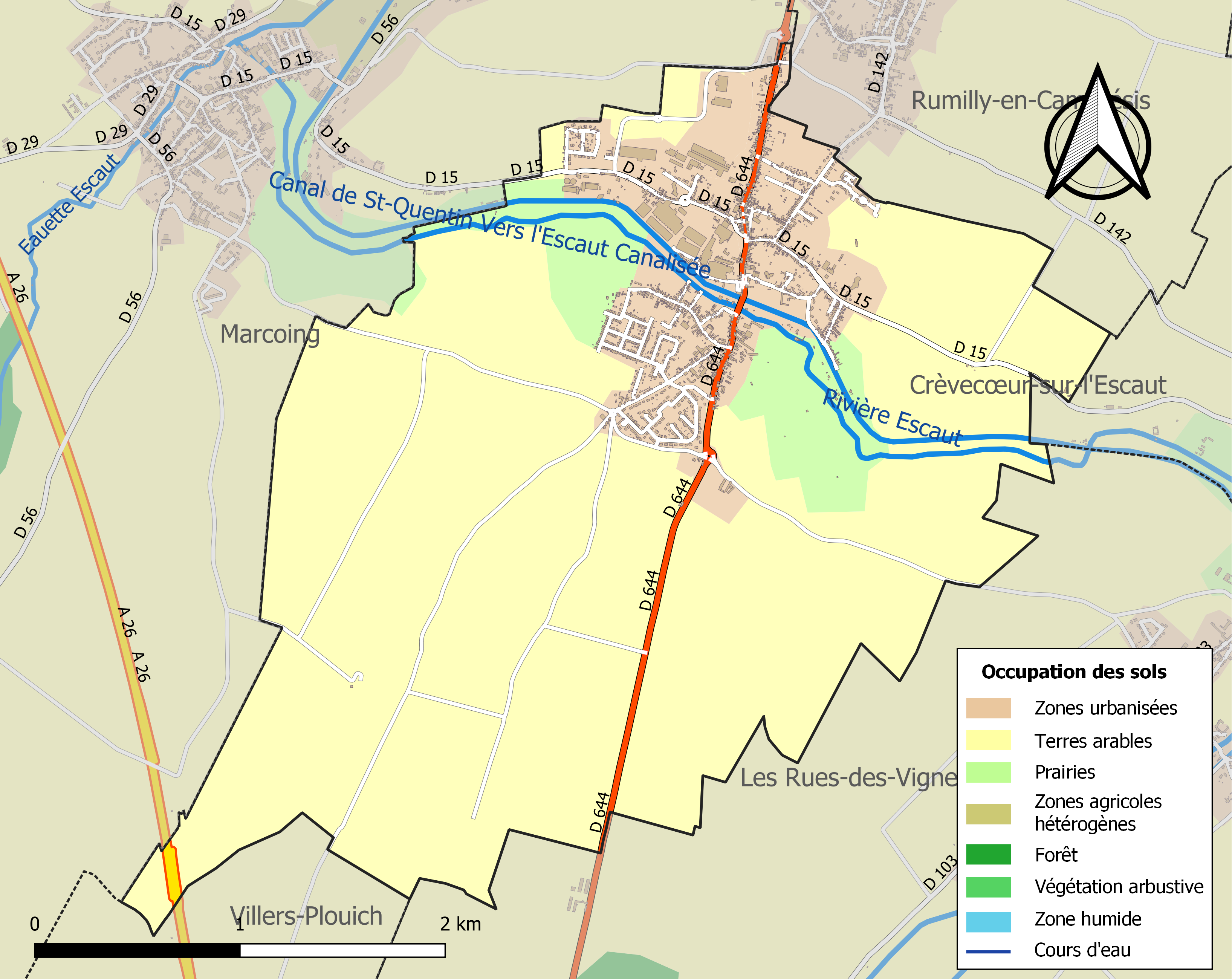
Kaart van de gemeente met belangrijkste infrastructuur, bodemgebruik en omliggende gemeenten

## Demografie
Onderstaande figuur toont het verloop van het inwonertal (bron: INSEE-tellingen).